# Evangelium Vitae

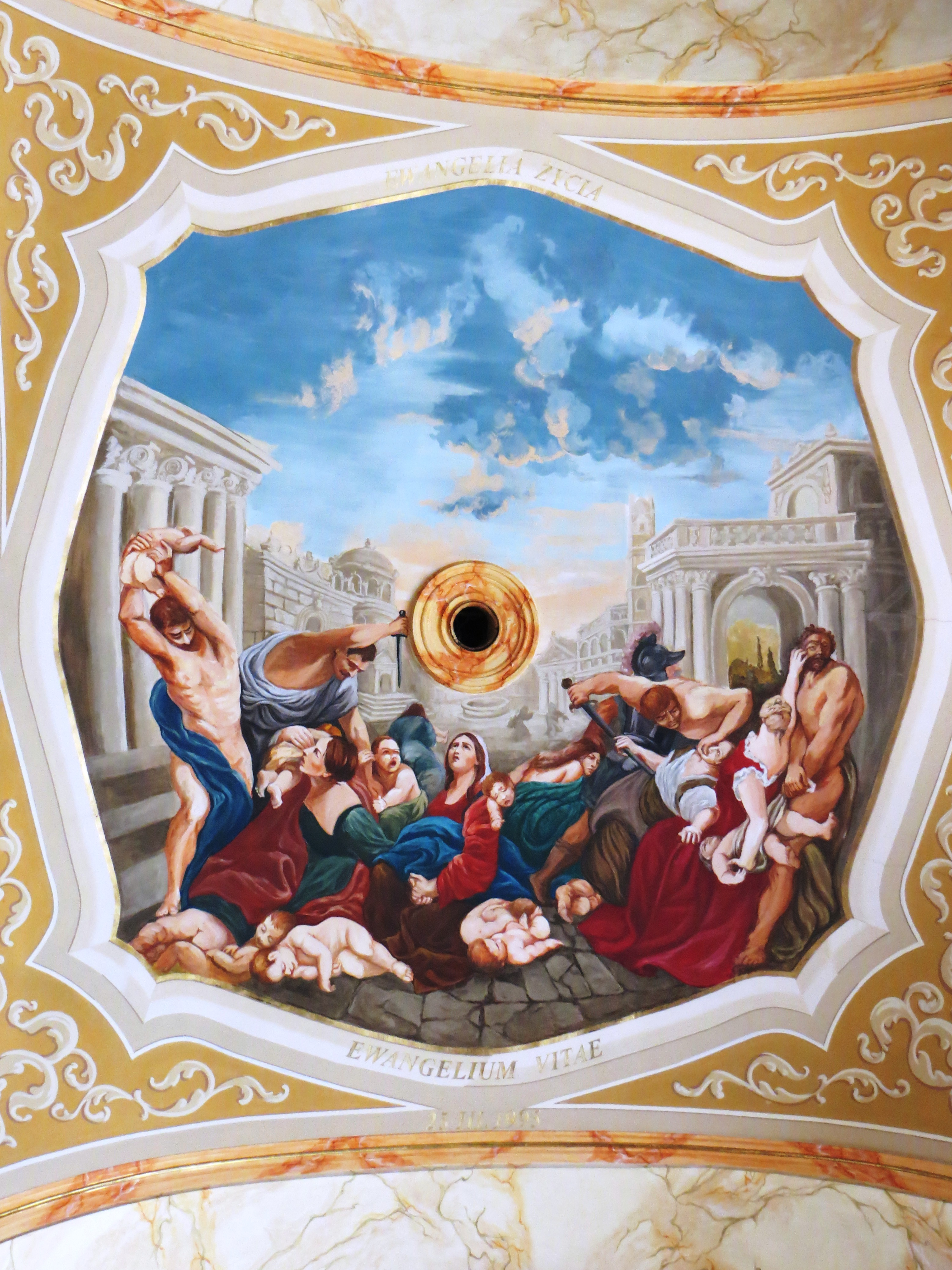
Artystyczna wizja encykliki Evangelium Vitæ na suficie Bazyliki Ofiarowania Najświętszej Maryi Panny w Wadowicach.

Evangelium Vitæ (łac. „Ewangelia życia”) – encyklika papieża Jana Pawła II o wartości i nienaruszalności życia ludzkiego, ogłoszona 25 marca 1995.
Porusza zagadnienie moralnego nauczania Kościoła na temat poszanowania ludzkiego życia. Jan Paweł II wystąpił w niej przeciw karze śmierci. Potępione zostały aborcja i eutanazja, określone jako okrutne zbrodnie. Jan Paweł II wskazał, że jedynie do Boga może należeć decyzja o momencie śmierci człowieka.

## Niektóre tezy zamieszczone w encyklice

### Powołanie i godność człowieka
- Człowiek jest powołany do pełni życia, która przekracza znacznie wymiary jego ziemskiego bytowania, ponieważ polega na uczestnictwie w życiu samego Boga. Wzniosłość tego nadprzyrodzonego powołania ukazuje wielkość i ogromną wartość ludzkiego życia także w jego fazie doczesnej. Życie w czasie jest bowiem podstawowym warunkiem, początkowym etapem i integralną częścią całego i niepodzielnego procesu ludzkiej egzystencji[1].

- Obrona i promocja życia ludzkiego jest przejawem uczestnictwa w misji królewskiej Chrystusa i dlatego powinna mieć charakter posługi miłości, która wyraża się przez świadectwo osobiste, różne formy wolontariatu, działalności społecznej i zaangażowania politycznego[1].

### Czyny haniebne i uwłaczające godności człowieka
- „Wszystko, co godzi w samo życie, jak wszelkiego rodzaju zabójstwa, ludobójstwa, spędzanie płodu, eutanazja i dobrowolne samobójstwo; wszystko, cokolwiek narusza całość osoby ludzkiej, jak okaleczenia, tortury zadawane ciału i duszy, próby wywierania przymusu psychicznego; wszystko, co ubliża godności ludzkiej, jak nieludzkie warunki życia, arbitralne aresztowania, deportacje, niewolnictwo, prostytucja, handel kobietami i młodzieżą; a także nieludzkie warunki pracy, w których traktuje się pracowników jak zwykłe narzędzia zysku, a nie jak wolne, odpowiedzialne osoby: wszystkie te i tym podobne sprawy i praktyki są czymś haniebnym; zakażając cywilizację ludzką bardziej hańbią tych, którzy się ich dopuszczają, niż tych, którzy doznają krzywdy, i są jak najbardziej sprzeczne z czcią należną Stwórcy”[1].

### Przestępstwa przeciw życiu a sprawa indywidualnej wolności
- Znaczna część opinii publicznej usprawiedliwia przestępstwa przeciw życiu w imię prawa do indywidualnej wolności i wychodząc z tej przesłanki domaga się nie tylko ich niekaralności, ale wręcz aprobaty państwa dla nich, aby móc ich dokonywać z całkowitą swobodą, a nawet korzystając z bezpłatnej pomocy służby zdrowia. Wszystko to prowadzi do głębokich przemian w sposobie patrzenia na życie i na relacje między ludźmi. Fakt, że prawodawstwo wielu państw, oddalając się nawet od fundamentalnych zasad swych konstytucji, nie tylko nie karze tego rodzaju praktyk wymierzonych przeciw życiu, ale wręcz uznaje je za całkowicie legalne, jest niepokojącym przejawem, a zarazem jedną z istotnych przyczyn poważnego kryzysu moralnego: czyny jednomyślnie uważane niegdyś za przestępcze i w powszechnym odczuciu moralnym niedopuszczalne, zyskują stopniowo społeczną aprobatę[1].

- W przypadku prawa wewnętrznie niesprawiedliwego, jakim jest prawo dopuszczające przerywanie ciąży i eutanazję, nie wolno się nigdy do niego stosować „ani uczestniczyć w kształtowaniu opinii publicznej przychylnej takiemu prawu, ani też okazywać mu poparcia w głosowaniu”[1].

- Kto popiera samobójczy zamiar drugiego człowieka i współdziała w jego realizacji poprzez tak zwane „samobójstwo wspomagane”, staje się wspólnikiem, a czasem wręcz bezpośrednim sprawcą niesprawiedliwości, która nigdy nie może być usprawiedliwiona, nawet wówczas, gdy zostaje dokonana na żądanie[1].

- Od eutanazji należy odróżnić decyzję o rezygnacji z tak zwanej „uporczywej terapii”, to znaczy z pewnych zabiegów medycznych, które przestały być adekwatne do realnej sytuacji chorego, ponieważ nie są już współmierne do rezultatów, jakich można by oczekiwać, lub też są zbyt uciążliwe dla samego chorego i dla jego rodziny.

W takich sytuacjach, gdy śmierć jest bliska i nieuchronna, można w zgodzie z sumieniem „zrezygnować z zabiegów, które spowodowałyby jedynie nietrwałe i bolesne przedłużenie życia, nie należy jednak przerywać normalnych terapii, jakich wymaga chory w takich przypadkach”. Istnieje oczywiście powinność moralna leczenia się i poddania się leczeniu, ale taką powinność trzeba określać w konkretnych sytuacjach: należy mianowicie ocenić, czy stosowane środki lecznicze są obiektywnie proporcjonalne do przewidywanej poprawy zdrowia.
Rezygnacja ze środków nadzwyczajnych i przesadnych nie jest równoznaczna z samobójstwem lub eutanazją; wyraża raczej akceptację ludzkiej kondycji w obliczu śmierci.